# 胞內體

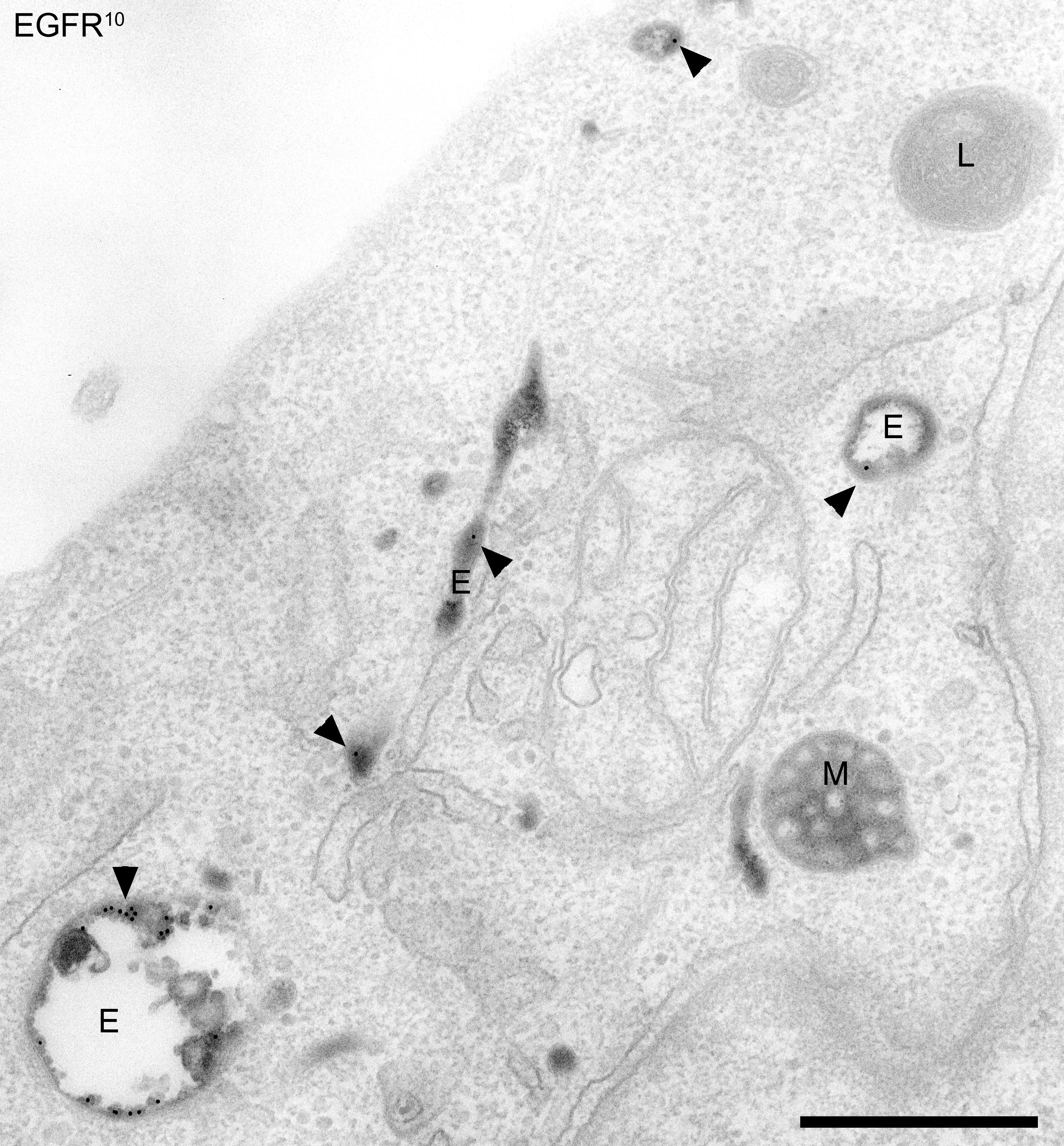
电子显微放大照片中人类海拉细胞中的胞内体。E：初级内体，M：次级内体，L：溶酶体。标注比例尺：500纳米

胞内体（英語：Endosome，又称内体）在细胞生物学中指的是一种真核细胞中的膜结合细胞器，属于一种囊泡结构。作为细胞内吞作用中运载途径的一个区室，胞内体从细胞质膜被传递到溶酶体被其降解，或者再循环回到细胞质膜。一个成熟的内体直径大约500纳米。

## 类型
胞内体可根据细胞内吞作用的不同时间阶段分为初级内体（early endosome），次级内体（late endosome），以及再循环内体（recycling endosome），并可被如GTP结合蛋白rabs等蛋白标记而区分，并且此三种内体在形态上也有不同。一旦在内吞作用中的囊泡被释放，它们首先与初级内体融合，之后再成长为次级内体并与溶酶体融合。
初级内体成长形成次级内体，随着其酸度通过V-ATpase的活动而增加，并且大小通过融合同类型的内体成为更大的囊泡而增加。次级内体或以为多泡体（MVB）的形式呈现。最终，次级内体释放RAB5而获取RAB7，为其与溶酶体的融合做好准备。 次级内体与溶酶体的融合是一个两种区室混合的过程，以结果来看，主要的生化特性也趋于原先二者的属性之间。比如，溶酶体的密度大于次级内体，而融合后的密度介于二者之间。此后溶酶体重新聚合提高自身的密度，而在此之前可能有更多的次级内体与之融合。少数一些初级内体中的物质会直接再循环至细胞质膜，但多数还是通过再循环内体。
- 初级内体：包含囊泡-小管网络，囊泡的直径可大至1微米，周围连接着直径大约50纳米的小管。标记物包括运铁蛋白 RAB5，RAB4和它的运铁蛋白受体，以及EEA1。
- 次级内体：也被称为多泡体，形态为球形，管状结构较少，主要包含密集的空腔状囊泡。标记物包括RAB7，RAB9，以及M6P受体[11]。次级内体有时也被称作“内吞作用运载囊泡”，但这一术语只用于描述与次级内体融合并且又初级内体发育而来的囊泡，因为基于目前的一些研究，这两种区室之间的运输只出现于成熟的过程中，而并非囊泡运输。
- 再循环内体：主要集中在微管组织中心，包含管网结构，标记物为RAB11[12]。

## 功能
胞内体提供了细胞外物质进入细胞内的运载途径。例如很多病毒以此条途径进入细胞，以登革热病毒为例：病毒先吸附在细胞膜上，其后胞内体像袋子一样裹住病毒，病毒膜与胞内体膜融合，进入细胞质基质。再例如：低密度脂蛋白（LDL）进入细胞前，先与细胞表面的低密度脂蛋白受体结合。在到达初级前体时，在膜质子泵V-ATPase产生的微酸性环境下与受体分离，此后受体被再循环回细胞表面，而低密度脂蛋白在内体中被运送至溶酶体。
为有效释放其中内容物，各种纳米颗粒诸如胶束、囊泡等通过引入不同官能团进行结构设计以提高内体逃逸效率，一些响应性材料膨胀于内体而逃逸；破坏内体膜实现内体逃逸。对大多数阳离子聚合物而言，内体中阳离子似海绵般吸收质子 而质子化，促使内体持续泵入氢离子、氯离子、水，利用其pH缓冲能力抑制内体酸化，增大内外渗透压差而裂解内体，释放内容物，此所谓“质子海绵效应（proton sponge effect）”。质子海绵效应中，缓冲容量（buffer capacity）代表阳离子聚合物在溶液中的缓冲能力，正比于内体中可吸收的质子数量，可经细胞转染或酸碱滴定进行评估。 若材料在内体pH范围下缓冲容量较强，则其转染效率一般也较高，聚-ʟ-赖氨酸 （poly-ʟ-lysine，PLL）酸性下缓冲容量差，转染效率也低；聚乙烯亚胺（polyethylenimine，PEI）酸性下缓冲容量强，因此转染效率高。

## 外部連結
- 3D structures of some proteins associated with endosome membrane （页面存档备份，存于）